# Milis
Milis (sardisk: Mìris) er en by og en kommune (comune) i provinsen Oristano i regionen Sardinien i Italien. Byen ligger i 72 meters højde og har 1.555 indbyggere (2016). Kommunen har et areal på 18,67 km² og grænser til kommunerne Bauladu, Bonarcado, San Vero Milis, Seneghe og Tramatza.